# استان سانتا کروس، آرژانتین
 استان سانتا کروس ، یکی از استان‌های ۲۳ گانه آرژانتین، واقع در جنوب کشور و منطقه پاتاگونیا می‌باشد که با استان چوبوت از شمال و کشور شیلی از جنوب و غرب مرز مشترک دارد. در شرق استان نیز اقیانوس اطلس قرار دارد. سانتا کروس پس از استان بوئنوس آیرس، بزرگ‌ترین استان کشور است.

## مشخصات
- مرکز: ریوگالگوس
- مساحت: ۲۴۳۹۴۳ کیلومترمربع
- جمعیت: ۱۹۶۹۴۳ (تا ۲۰۰۱)
- فرماندار: دانیل پرالتا

## تاریخچه
پیش از ورود اسپانیایی‌ها به آمریکای جنوبی، استانی که اکنون سانتا کروس نام دارد زیستگاه بومیان (تئوئلچس) بود. در سال ۱۵۲۰ فردیناند ماژلان به مکانی که امروز خلیج سان خولیان نام دارد رسید. ۱۵ سال پس از آن، منطقهٔ اطراف رود چیکو (گلیگوس) توسط مارتین ده آلکازابا کشف شد. به سبب حملات دزدان دریایی انگلیسی و پس از مشاهدهٔ فرانسیس دریک drake در ۱۵۷۸، اسپانیایی‌ها پدرو سارمینتو ده گامبوا را برای تقویت کردن و به نقشه درآوردن تنگهٔ ماژلان و جلوگیری از دسترسی نیروهای اسپانیایی‌ها به اقیانوس آرام فرستادند.
در میانهٔ سدهٔ ۱۸ میلادی، ژزوییت‌ها در راستای کار تبلیغی خود در منطقه مستقر شدند. هنگامی که نایب السلطنه ریو دلاپلاتا (وابسته به امپراتوری اسپانیا) در سال ۱۷۷۶ به وجود آمد، منطقه تحت سلطه بوئنوس آیرس بود. در سال آنتونیو ده بیدما شهر نووا کولونیا (پوئرتو دسه آدو امروزی) را بنا نهاد.
بین سال‌های ۱۸۲۵ تا ۱۸۳۶ رشته اکتشافاتی در منطقه، از جمله توسط چارلز داروین، صورت گرفت. در سال ۱۸۶۰ فرمانده لوئیز پیدرابوئنا پایگاهی در جزیره پاوون در دهانه پوئرتو دسه آدو تأسیس کرد.
در سال ۱۸۷۸ حکومت پاتاگونیا با مرکزیت ویدما به وجود آمد اما شش سال بعد به مناطق کوچکتری تجزیه شد. از جمله این مناطق " دولت ملی سانتا کروس " با مرکزیت شهر سانتا کروس بود. مرکز این منطقه در سال ۱۹۰۱ به ریو گایه گوس منتقل شد.
آغاز سدهٔ ۲۰ مقارن با مهاجرت اروپایی‌ها (به ویژه اسپانیایی‌ها، آلمانی‌ها، بریتانیایی‌ها و اسلاوها) به مناطق خالی از سکنه منطقه بود. غالب این مهاجران به سبب وقوع جنگ جهانی اول و علاقه به صنعت پشم به سانتا کروس آمدند. پایان جنگ موجب کاهش حجم صادرات شد که برای منطقه بحرانی جدی به‌شمار می‌رفت.
آرمان‌های ترقی خواهی و تجدد طلبی که از جانب مهاجران اسپانیایی بین مردم منطقه پراکنده شده بود، کارگران منطقه را، که در شرایط سخت و غیرانسانی کار می‌کردند، تحت تأثیر قرار داد. در سال ۱۹۲۲ سانتا کروس شاهد اعتصاب کارگران بود. این آکسیون که به سرکوب شدید دولتی و اعدام بسیاری از اعتصاب کنندگان انجامید، به تراژدی پاتاگونیا مشهور شد.
در سال ۱۹۴۴ " منطقه نظامی کومودورو ویواداویا " که شمال دولت ملی سانتا کروس و جنوب استان چوبوت را در بر می‌گرفت تشکیل شد اما تا سال ۱۹۵۵ دوام نداشت. ۲ سال بعد سانتا کروس استقلال خود را به دست آورد.
در سال ۱۹۷۳ خورخه سپرنیک، پرونیست مدافع حقوق کارگران به فرمانداری استان رسید. اما پشتیبانی او از اسوالدو بایر، کارگردان فیلم شورشیان پاتاگونیا (در مورد اعتصاب کارگری ۱۹۲۲)، موجب شد که او پس از کودتای مارس ۱۹۷۶ زندانی شود.
در سال‌های بعد و پس از نهادینه شدن دمکراسی در کشور (۱۹۸۳) چهره‌هایی چون نستور کرچنر به فرمانداری استان (۱۹۹۱) و پس از آن به سمت ریاست جمهوری (۲۰۰۳) رسید.

## جغرافیا و اقلیم
در غرب استان و در جنوب کشور، کوه‌های آند و توده‌های یخ با کوه‌های همیشه برفی وجود دارد. شیبی از مرکز استان تا ساحل اقیانوس اطلس وجود دارد. خط ساحلی اقیانوس اطلس نیز (در شرق) ترکیبی از ساحل شنی و صخره‌ای می‌باشد. پست‌ترین نقطه (نسبت به سطح دریا) در نیمکره جنوبی و غربی زمین، لاگونا دل کاربون می‌باشد (۱۰۵ متر) که در سانتا کروس قرار دارد.
میانگین دما در تابستان ۱۳ درجه و در زمستان ۳ درجه می‌باشد. ضمن اینکه غیراز نواحی غربی و آندی استان، بارش در استان کم است.
رودهای عمده در این استپ خشک و سرد رودهای دسه آدو، سانتا کروس، گایه گوس، کویل، چیکو و پینتوراس می‌باشند که دره‌های حاصلخیزی ایجاد کرده‌اند. از دریاچه‌هایی که در سانتا کروس قرار دارند می‌توان به بوئنوس آیرس، کاردیل، ویدما، آرخنتینو، بلگرانو و سان مارتین اشاره کرد که همگی در غرب استان قرار دارند و آب شان با ذوب توده‌های یخی تأمین می‌شود اما به واسطه اقلیم خشک از آن‌ها برای کشاورزی استفاده نمی‌شود.
همچنین رودهای سالادو و دساگادرو مرز این استان را با سایر ایالات تشکیل می‌دهد.

## اقتصاد
استان سانتا کروس با تولید ناخالص داخلی برابر ۳/۳ میلیارد دلار در سال ۲۰۰۶ و درآمد سرانه ۱۶۵۵۰ دلار با توجه به جمعیت کم و منابع طبیعی سرشارش، اقتصادی می‌باشد. بخش معدن و استخراج با تولید ۵/۴ میلیون متر مکعب نفت و ۳ میلیون متر مکعب گاز در سال عمده‌ترین فعالیت استان به‌شمار می‌آید. در ضمن تنها معدن زغال سنگ استان در ریو توربیو با تولید سالانه یک میلیون متر مکعب می‌باشد. از دیگر معادن باید به معادن طلا، رس، سنگ گچ و نمک اشاره کرد.
دومین فعالیت درآمدزای سانتا کروس مربوط به پرورش گوسفند (با ۷میلیون راس) است. سانتا کروس پس از استان چوبوت دومین تولیدکننده و صادرکننده گوشت و پشم می‌باشد.
صید جانوران دریایی شامل میگو، ماهی روغن و ماهی مرکب در بندرهای پوئرتو دسه آدو، پوئرتو سان خولیان، پوئرتو سانتا کروس و ریو گایه گوس انجام می‌شود که غالب آن‌ها یخ زده و صادراتی می‌باشند.
زراعت در استان سانتا کروس به واسطه طبیعت خشک خاک ناچیز است. همچنین صنعت تیرسازی از چوب درخت لنگا از صنایع محدود به حساب می‌آید.
صنعت جهانگردی منبعی درآمدزا در استان می‌باشد. جاذبه‌های توریستی شامل مکان‌های زیر است:
پارک ملی لوس گلاسیارس
توده‌های یخ پریتو موره نو
مسیرهای پیاده‌روی دهکده ال چالتن در ۲۰۰ کیلومتری شمال ال کالافاته در دامنه کوه‌های سررو توره و فیتز روی
غار باستانی با تصاویر و حکاکی " که وا دلاس مانوس " نزدیک رود پینتوراس و شهر پریتو موره نو
پارک ملی پریتو موره نو و دریاچه‌های آن
مراکز تفریحی – ورزشی برای فعالیت‌هایی چون کوهنوردی، ماهیگیری، قایقرانی
شهر ریو گایه گوس
تالاب دل کاربون
جنگل موحش " بوسکس پتریفیکادوس "

## تقسیمان سیاسی
استان به ۷ بخش (دپارتمان) تقسیم می‌شود.
۱ – بخش کورپن آیکه
۲ – بخش دسه آدو
۳ – بخش گر آیکه
۴ – بخش لاگو آرخنتینو
۵ – بخش لاگو بوئنوس آیرس
۶ – بخش ماگایانس
۷ – ریو چیکو